# Murphydium foliatum
Murphydium foliatum är en spindelart som beskrevs av Rudy Jocqué 1996. Murphydium foliatum ingår i släktet Murphydium och familjen täckvävarspindlar. Inga underarter finns listade i Catalogue of Life.